# Be Bop/Lover Man
Be Bop/Lover Man è un 78 giri inciso da Charlie Parker con l'Howard McGhee Quintet.

## La registrazione di Lover Man
Il brano sul lato A, Beb-Bop è scritto da Dizzie Gillespie; quello sul retro, Lover Man, è uno standard jazz composto da Jimmy Davis, Roger ("Ram") Ramirez, e James Sherman nel 1941.
Nel 1945 era stato inciso da Dizzy Gillespie, con alla voce Sarah Vaughan e al sax Charlie Parker
Alla fine del luglio 1946, venne fissata una nuova seduta di incisione in studio che avrebbe rivisto all'opera Charlie Parker dopo un lungo periodo di inattività dovuto ai problemi di droga e psichiatrici del sassofonista. Si racconta che per essere sicuri che tutto filasse per il verso giusto, il discografico Ross Russell a capo della Dial Records volle che in cabina di regia fosse presente anche uno psichiatra. Parker, infatti, era in quel periodo soggetto a grossi sbalzi d'umore dovuti alle crisi d'astinenza e ai vari problemi di salute che lo affliggevano. Era spesso aggressivo, irascibile, quasi incapace di suonare, per poi di punto in bianco diventare cordiale, sereno ed un ottimo musicista. Quella sera Bird stava male, sudava copiosamente, era confuso e non riusciva a coordinare i movimenti. Venne registrata a fatica Max is Making Wax, poi, dopo che il medico gli ebbe dato qualche pillola, Parker volle incidere un altro brano, Lover Man. Cominciò così una delle più celebri sedute di registrazione nella storia del Jazz:
(Ross Russell)
Alla seduta assistette anche il giornalista di Billboard Elliott Grennard, che qualche mese dopo pubblicò sull'esperienza un racconto intitolato Sparrow's Last Jump, pubblicato con successo sulla rivista Harper's Magazine nel maggio 1947. Parker, comunque, non era assolutamente soddisfatto della registrazione, e anni dopo volle reincidere Lover Man, in una versione tecnicamente perfetta, ma inferiore alla prima per pathos, lirismo ed intensità. Dopo aver inciso frettolosamente altri due brani, Gypsy e Bebop, la seduta ebbe fine. Uno stremato Parker venne riaccompagnato in albergo, ma poco dopo, dette in escandescenze, piombò completamente nudo e urlante nell'atrio dell'hotel, e quando risalì in stanza cercò di appiccare il fuoco al letto della sua camera, prima di essere portato via dalla polizia e successivamente internato nel reparto psichiatrico della casa di cura "Camarillo", a un centinaio di chilometri da Los Angeles, dove restò ricoverato per sei mesi. La triste esperienza ispirerà a Bird la composizione del suo celebre brano Relaxin' at Camarillo.

## Tracce
1. Howard McGhee Quintet – Be Bop (musica: Dizzie Gillespie; edizioni musicali Contemporary American Musica)
2. Charlie Parker – Lover Man (musica: Jimmy Davis; edizioni musicali Contemporary American Musica)

## Formazione
- Charlie Parker - sax alto
- Howard McGee - tromba
- Jimmy Bunn - pianoforte
- Bob Kesterson - contrabbasso
- Roy Porter - batteria